# 萨斯奈
萨斯奈（法語：Sassenay，法語發音：[sasnɛ]）是法国索恩-卢瓦尔省的一个市镇，属于索恩河畔沙隆区。

## 地理
萨斯奈（46°49'51"N, 4°55'18"E）面积18.91 平方千米，位于法国勃艮第-弗朗什-孔泰大區索恩-卢瓦尔省，该省份为法国中部省份，北起顺时针与科多尔省、汝拉省、安省、罗讷省、卢瓦尔省、阿列省和涅夫勒省接壤。
与萨斯奈接壤的市镇（或旧市镇、城区）包括：热尔日、阿莱里奥、贝村、布雷斯地区沙特努瓦、克里塞、大维雷。

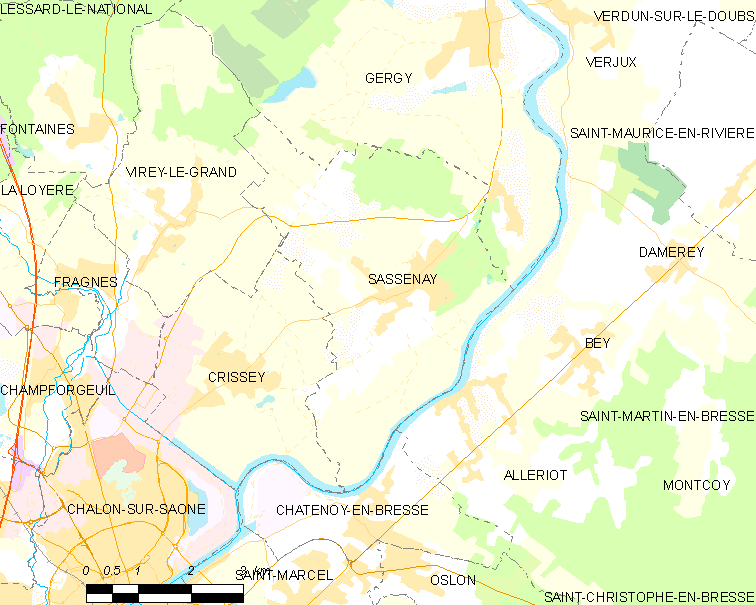
萨斯奈的OSM定位图

萨斯奈的时区为UTC+01:00、UTC+02:00（夏令时）。

## 行政
萨斯奈的邮政编码为71530，INSEE市镇编码为71502。

## 政治
萨斯奈所属的省级选区为热尔日县。

## 人口

1962-2008年间萨斯奈人口变化图示

萨斯奈于2022年1月1日时的人口数量为1601人。